# Chi Dền
Rau dền, là tên gọi chung để chỉ các loài trong Chi Dền (danh pháp khoa học: Amaranthus, bao gồm cả các danh pháp liên quan tới Acanthochiton, Acnida, Montelia) do ở Việt Nam thường được sử dụng làm rau. Chi Dền gồm những loài đều có hoa không tàn, một số mọc hoang dại nhưng nhiều loài được sử dụng làm lương thực, rau, cây cảnh ở các vùng khác nhau trên thế giới. Tên tiếng Anh (amaranth) cũng như tên khoa học của các loài dền đều có nguồn gốc từ tiếng Hy Lạp "amarantos" (Αμάρανθος hoặc Αμάραντος) có nghĩa là (hoa) không bao giờ tàn. Chi Dền được cho là có nguồn gốc ở Trung Mỹ và Nam Mỹ nhưng khoảng 60 loài với khoảng 400 giống của nó hiện diện khắp thế giới, cả vùng có khí hậu ôn đới lẫn nhiệt đới. Ở Việt Nam, rau dền thường thấy là dền đỏ (dền tía - Amaranthus tricolor), dền cơm (dền trắng - Amaranthus viridis) làm rau ăn; dền gai (Amaranthus spinosus) mọc hoang dại.

## Đặc tính sinh học
Chi Dền là những loài cây thân thảo, có bộ rễ khỏe, ăn sâu nên khả năng chịu hạn, chịu nước tốt, sức nảy mầm cao. Dền thường có một thân thẳng, cành vươn vừa phải, những loài trồng lấy hạt có hoa tạo thành cụm hình chùy ở đầu cành còn những loại lấy rau có hoa mọc dọc theo cành. Các loài trong chi dền được thấy ở cả vùng đồng bằng lẫn vùng núi ở độ cao đến 1.500m như Hymalaya, Andes... Chu kỳ phát triển của nó tương đối ngắn, các giống dền trắng và dền đỏ ở Việt Nam gieo hạt sau 25-30 ngày là có thể đem trồng, sau khi trồng 25-30 ngày đã thu hoạch được. Các loài dền hạt trồng làm cây lương thực gieo hạt sau 3-4 ngày bắt đầu nảy mầm và ra hoa sau đó khoảng 2 tháng rưỡi.

## Thành phần dinh dưỡng
Thân và lá rau dền có vị ngọt, chứa sắt, vitamin B2, vitamin C, axít nicotic và calci (dền gai có hàm lượng calci tối đa đến 0,2%) . Hạt ngoài các thành phần vitamin A, vitamin C còn giàu tinh bột, đạm thực vật (các loài dền hạt trồng làm lương thực có hàm lượng đạm thực vật từ 12 đến 16%) và lysin.
| Thành phần  | Lá tươi   | Hạt     |
| ----------- | --------- | ------- |
| Nước        | 86,9 g    | 9 g     |
| Protein     | 3,5 g     | 15 g    |
| Chất béo    | 0,5 g     | 7 g     |
| Tinh bột    | 6,5 g     | 63 g    |
| Chất xơ     | 1,3 g     | 2,9 g   |
| Phosphor    | 67 mg     | 477 mg  |
| Sắt         | 3,9 mg    | --      |
| Kali        | 411 mg    | --      |
| Vitamin A   | 6100 i.u. | 0       |
| Vitamin B2  | 0,16 mg   | 0,32 mg |
| Niacin      | 1,4 mg    | 1,0 mg  |
| Vitamin C   | 80 mg     | 3 mg    |
| Vitamin B1  | 0,08 mg   | 0,14 mg |
| Calci       | 267 mg    | 490 mg  |
| Khoáng chất | 2,6 g     | 2,6 g   |
| Ca lo       | 36        | 391     |

## Sử dụng

### Lương thực

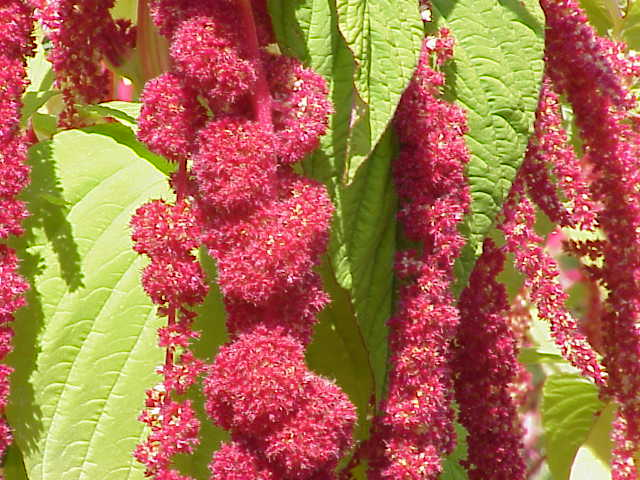
Dền đuôi chồn

Hạt một số loại dền như dền hạt Mexico (Amaranthus cruentus), dền đuôi chồn (Amaranthus caudatus), dền ngù hoàng tử (Amaranthus hypochondriacus)... được dùng làm lương thực ở châu Mỹ, châu Phi và vùng núi Hymalaya. Dền đã được trồng cách đây hơn 8.000 năm, ít nhất là từ nền văn minh Maya ở Trung Mỹ và Nam Mỹ, các tài liệu thận trọng hơn thì nói rằng nó được trồng cách đây ít nhất 6.000 năm. Hạt dền là nông sản chủ yếu của người Aztec, họ gọi nó là huautli và được sử dụng trong các nghi lễ tôn giáo của mình. Hạt dền cũng là thức ăn chủ yếu của người Inca và ngày nay ở vùng núi Andes nó được gọi là kiwicha. Người Tây Ban Nha đã cấm trồng dền hạt từ năm 1516, đến thập niên 1970, nó được khôi phục ở México, hạt dền được chế biến (theo kiểu làm bỏng ngô) thành một loại thức ăn vặt gọi là alegria (tiếng Tây Ban Nha có nghĩa là hạnh phúc) không những phổ biến ở đây mà còn lan khắp Bắc Mỹ và sang tới châu Âu.

### Rau
- Rau dền đã được sử dụng trong ẩm thực ở Trung Quốc trong khoảng 400 năm nay và cũng là một loại rau ở México, vùng Caribe và châu Phi.
- Ở Việt Nam, dền cơm hay còn gọi là dền đất (Amaranthus viridis), dền đỏ (Amaranthus tricolor) được trồng làm rau ăn và cả dền gai (Amaranthus spinosus) mọc hoang cũng được sử dụng. Rau dền có hai cách chế biến chủ yếu là luộc và nấu canh. Dền luộc khi ăn dùng với nước chấm có gia vị hoặc vừng, nước luộc làm canh. Dền nấu canh thường cho thêm tôm khô, thịt để gia tăng độ ngọt. Ngoài hai cách phổ biến trên, rau dền cũng có thể được chế biến theo cách xào với một số gia vị như tỏi, hành v.v. Dền cơm và dền đỏ có vị ngọt còn dền gai lại có vị đậm đặc trưng. Rau dền có tính mát nên là món ăn dân dã rất thích hợp trong mùa hè và đã trở nên quen thuộc đối với người Việt Nam.

### Dược liệu

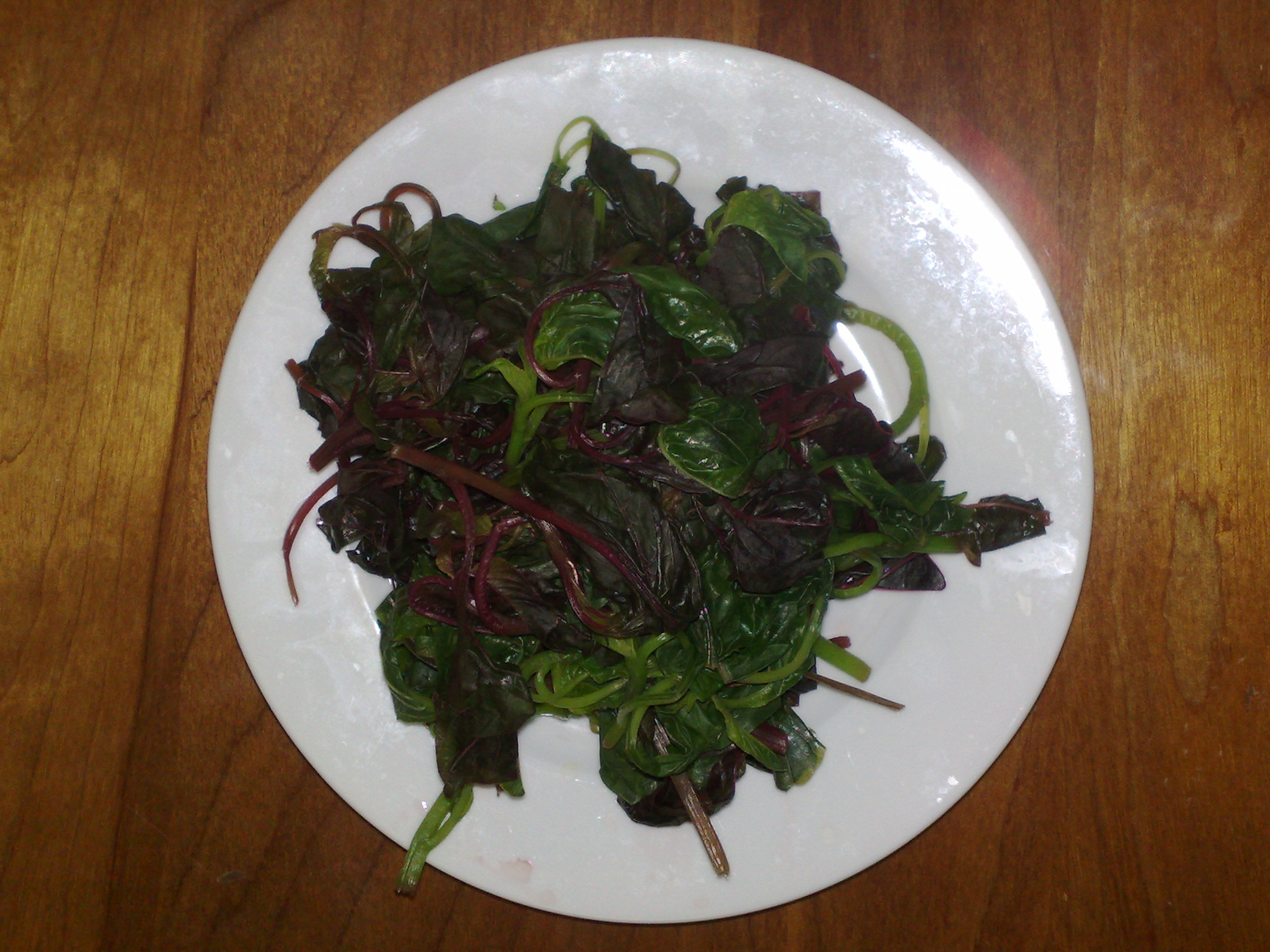
Rau dền đỏ luộc trong bữa ăn tại Việt Nam.

Y học cổ truyền phương Đông còn sử dụng dền để làm thuốc. Ở Việt Nam, dền đỏ được dùng trong các bài thuốc có tác dụng thanh nhiệt, lợi tiểu, sát trùng, trị độc...; dền cơm dùng trong các bài thuốc chữa táo bón, nhức đầu, chóng mặt...; dền gai là một vị thuốc trị rết cắn, ong đốt, mụn nhọt, lị...Ở México, cây dền hạt cũng được dùng trị bệnh nhuận tràng, sử dụng làm chất kết dính trong công nghiệp dược.

### Công dụng khác
Ở châu Mỹ các loài trong chi dền còn được sử dụng vào một số mục đích khác như làm phẩm màu, thân cây khô làm chất đốt. Dền cũng được chế biến thành thực phẩm chức năng. Ngoài ra, một số loài dền có hoa đẹp có thể dùng để trang trí.

## Rau dền trong văn hóa

### Việt Nam
Rau dền đã gắn bó với cuộc sống lam lũ của người Việt Nam nhiều thế hệ và ghi dấu ấn trong văn học dân gian cũng như hiện đại:
- Ca dao:

Lỡ duyên em phải ưng anh
Tiếc con tôm bạc nấu canh rau dền.
Trời mưa cho ướt lá dừa
Cho tươi liếp cải cho vừa lòng em.
Cho em hái đọt rau dền,
Nấu tô canh ngọt dâng lên mẹ già
- Trích bài thơ "Bàn tay em" của Xuân Quỳnh:

...Em đánh chắt, chơi chuyền thuở nhỏ,
Hái rau dền, rau dệu nấu canh,
Tập vá may, tết tóc một mình,
Rồi úp mặt lên bàn tay khóc mẹ...
- Trích "Bài thơ của một người yêu nước mình" của Trần Vàng Sao:

...Tôi trở về căn nhà nhỏ
Đèn thắp ngọn lù mù
Gió thổi trong lá cây xào xạc
Vườn đêm thơm mát
Bát canh rau dền có ớt chìa vôi...

### Các nơi khác trên thế giới
- Trong các nghi lễ tôn giáo diễn ra hàng tháng của người Aztec, bột nghiền từ hạt dền ngù hoàng tử trộn với nhựa của một loại xương rồng và được nặn thành hình các biểu tượng như kim tự tháp, núi Thần rồi chia ra cho những người tham gia cùng ăn.
- Ở phương Tây, từ để chỉ chi dền amaranth hay amarant do có nguồn gốc từ tiếng Hy Lạp amrantos nghĩa là không héo tàn nên thường được dùng trong truyền thuyết, thơ ca... để gọi các loài hoa có đặc tính tương tự như là biểu tượng của sự bất tử.

## Một vài hình ảnh về cây dền

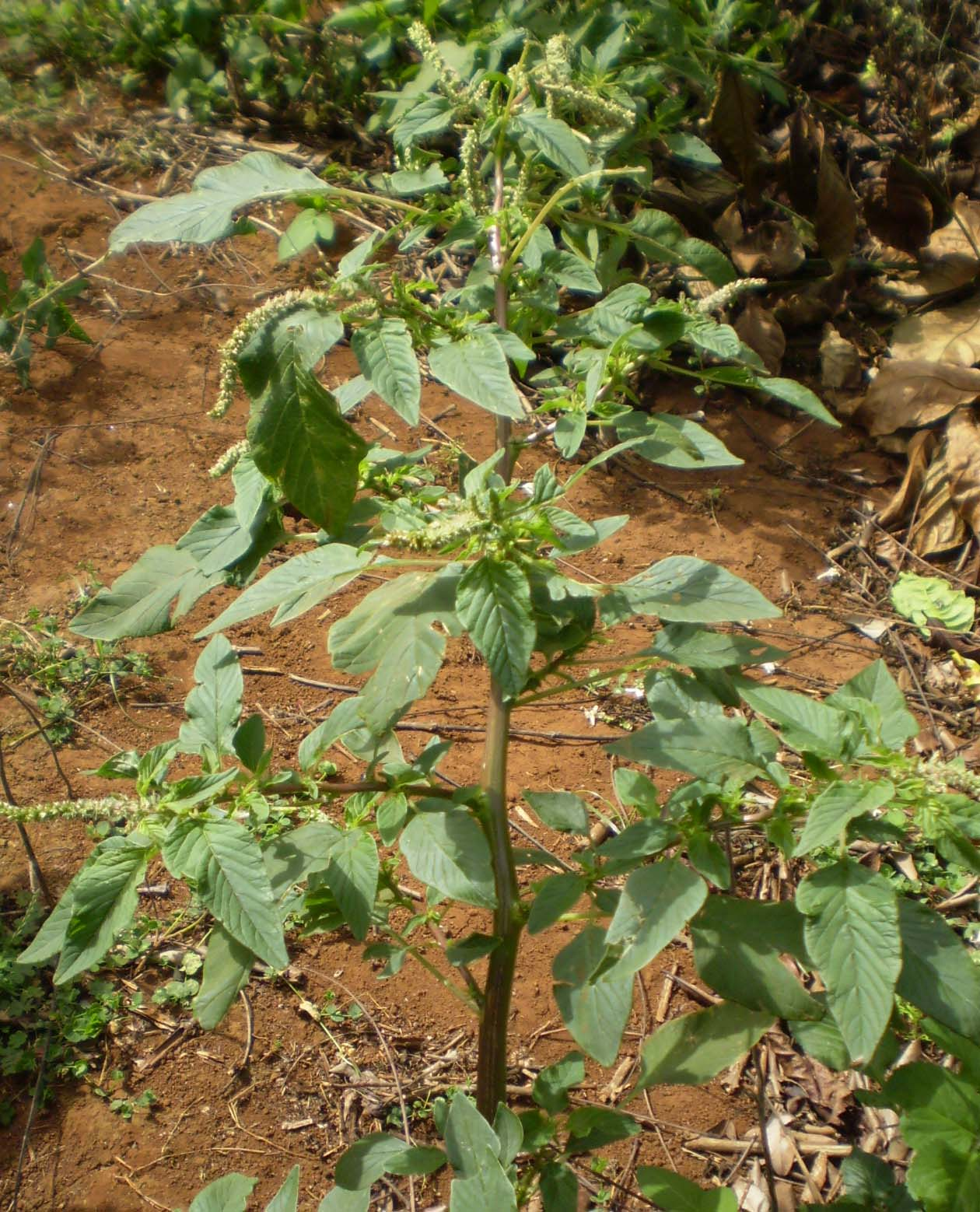
Cây rau dền cơm Việt Nam, Cư Kuin, Đắk Lắk.
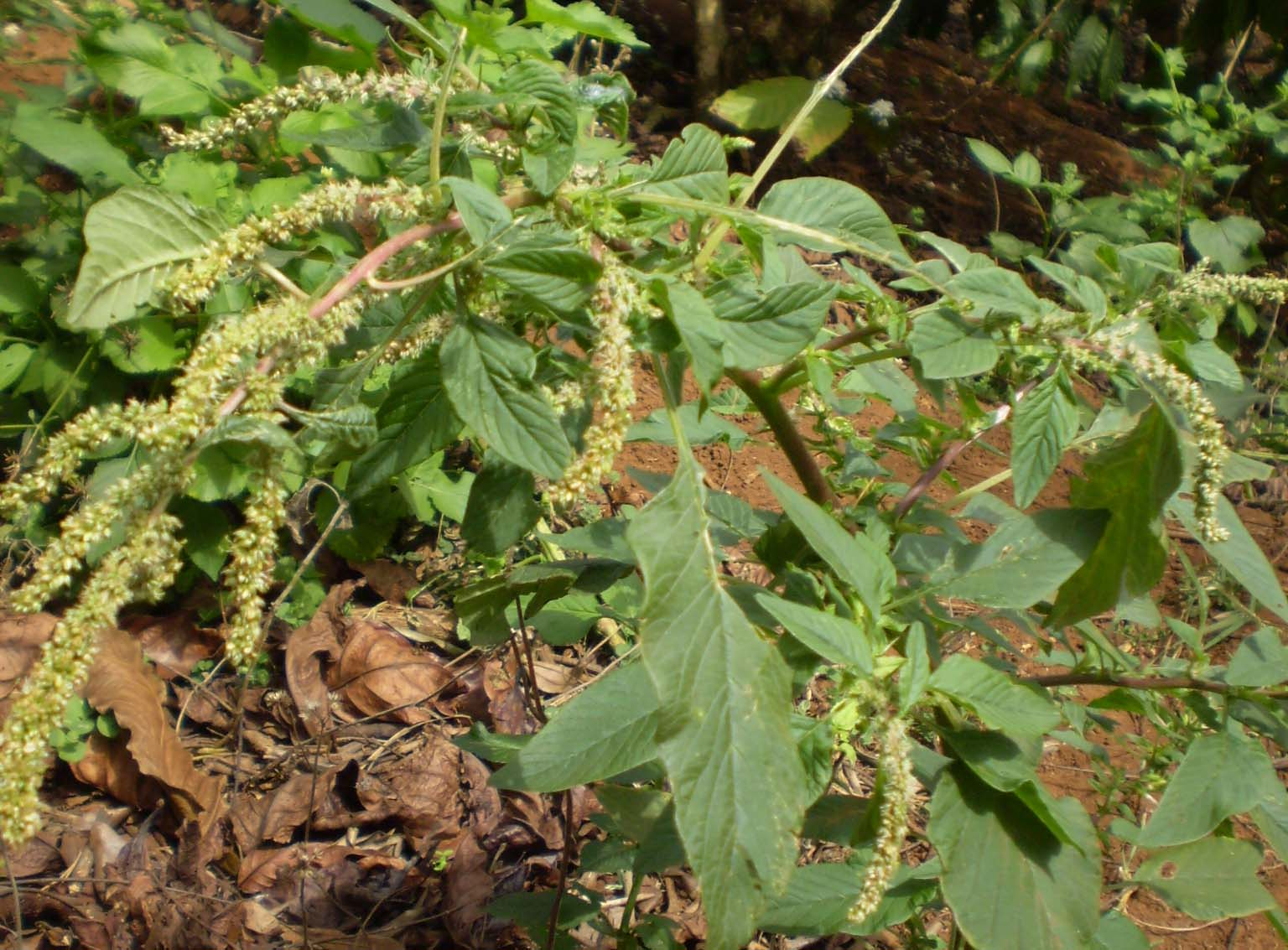
Hoa dền.
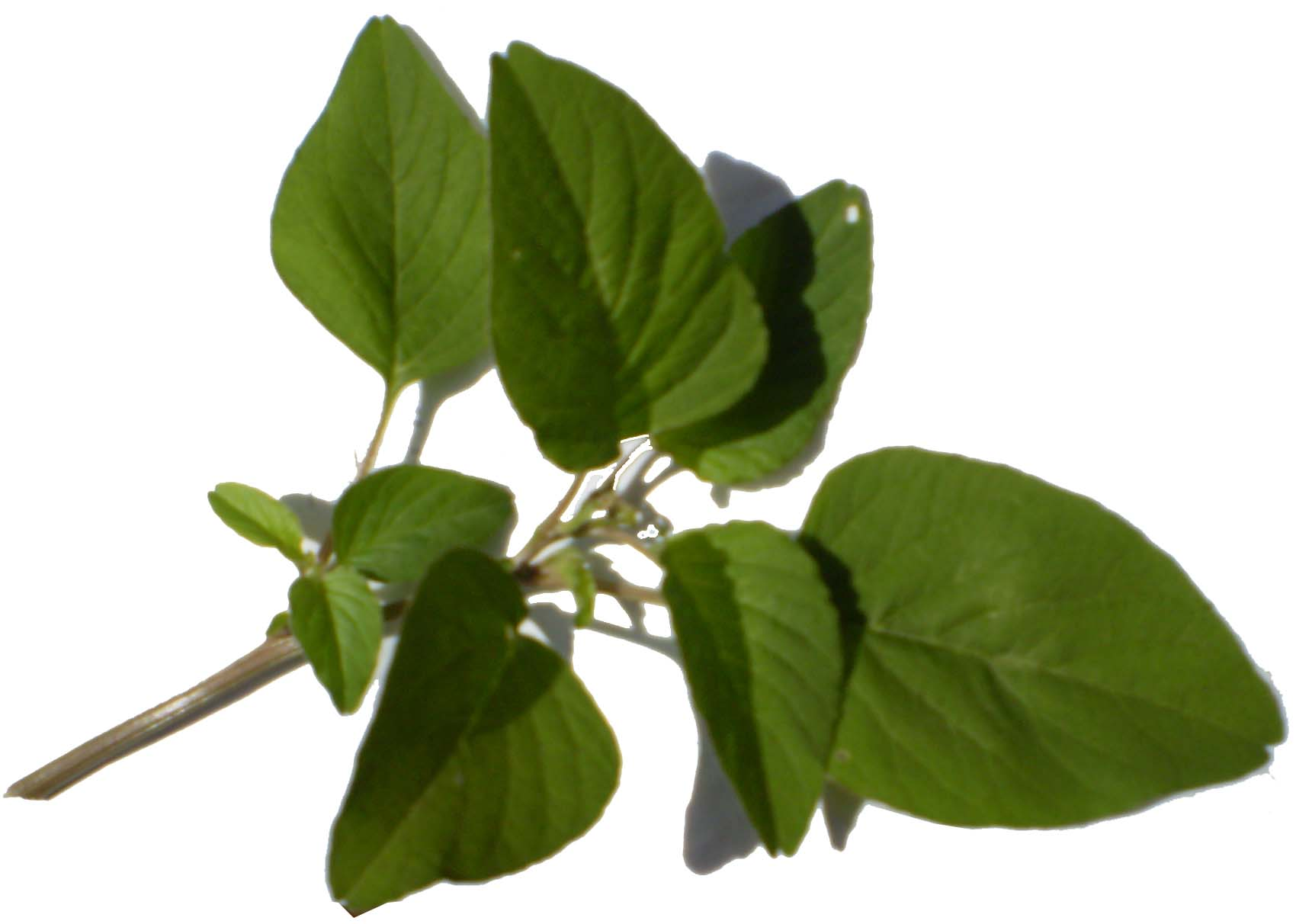
Lá dền cơm.